# Рашад, Ахмед
Ахмед Рашад (араб. أحمد رشاد‎, англ. Ahmed Rashad, род. 31 октября 1981) — египетский шоссейный велогонщик.

## Карьера
С 2000 по 2008 год принял участие в таких гонках как Тур Саудовской Аравии, Тур Египта, Тур Туниса, Тур Словакии, Тур Сенегала, Тур Камеруна, Тропикале Амисса Бонго, Тур дю Фасо, Тур Турции, Тур Марокко, Тур Ливии, Гран-при Шарм-эль-Шейха, Тур Умм-эль-Кайвайни. Несколько раз стартовал на чемпионате Африки.
В 2007 году стал двукратным чемпионом Египта в групповой и индивидуальной гонках, выступил на Всеафриканских играх 2007 проходивших в городе Алжир (Алжир) и Чемпионате мира "В"

## Достижения
2002
2-й на Тур Египта
2006
Тур Камеруна
3-й в генеральной классификации
4-й этап
8-й этап Тур дю Фасо
2007
 Чемпион Египта — групповая гонка
 Чемпион Египта — индивидуальная гонка
4-й и 9-й этап Тур Камеруна
2-й этап Тур Ливии
2008
3-й на Гран-при Шарм-эль-Шейха